# Дорога Юлія Августа

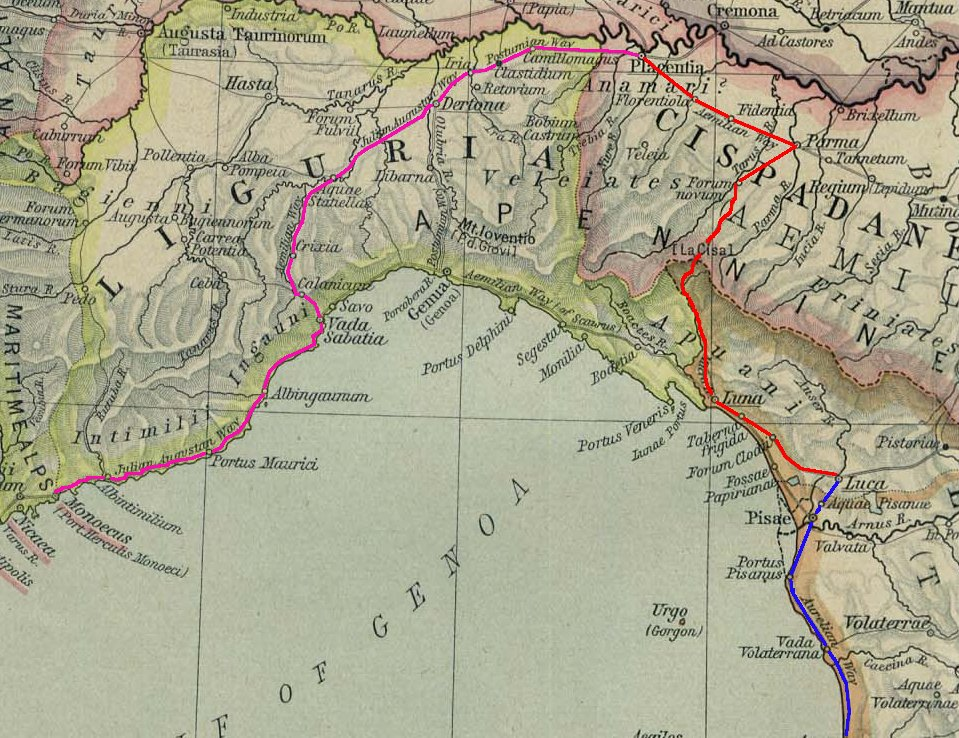
Дорога Юлія Августа (фіолетовий колір)

Дорога Юлія Августа (лат. Via Julia Augusta) — римська дорога, будівництво якої розпочалось в 13 році до н. е. за імператора Августа (звідки дорога й отримала свою назву). Дорога зв'язувала Рим та середземноморське узбережжя Галлії, зв'язуючи дорогу Емілія Скавра та Постумієву дорогу.
Вона починалась в Плацентії (лат. Placentia, зараз П'яченца), проходила через Дертону (лат. Dertona, зараз Тортона), Aquae Statiellae (зараз Аккуї-Терме), закінчуючись біля Ла-Тюрбі. Пізніше була продовжена до Арля, з'єднавшись з Доміцієвою дорогою.
1. 1 2 3 4 5 6  https://books.google.com/books?id=hLz37Hxn7uIC